# Konung Karl (1694)
Konung Karl, även kallad Carolus Rex, var ett svenskt linjeskepp som byggdes av Charles Sheldon på varvet i Karlskrona. Fartyget var en av de få tredäckare svenska flottan byggt. Ursprungligen var skeppet bestyckat med 108 kanoner, men antalet minskades senare till 96.

Fartyget var Hans Wachtmeisters flaggskepp vid expeditionen mot Danmark år 1700, då Karl XII medföljde ombord från Karlskrona till Ystad. Det blev ombyggt 1724, då det som första skepp indockades i Polhemsdockan.

Konstruktionsritning av skeppet.